# Microsiphum giganteum
Microsiphum giganteum är en insektsart. Microsiphum giganteum ingår i släktet Microsiphum och familjen långrörsbladlöss. Inga underarter finns listade i Catalogue of Life.